# Indy Eleven
L'Indy Eleven è una società calcistica professionstica statunitense con sede nella città di Indianapolis, in Indiana, che disputa le proprie partite interne presso il Michael A. Carroll Track & Soccer Stadium, impianto dotato di una capienza di 12.000 posti a sedere.
Attualmente milita nella USL Championship, la seconda divisione del campionato statunitense.

## Storia

### NASL
Il 16 gennaio 2013 la North American Soccer League, l'allora seconda divisione del campionato statunitense, annunciò l'ingresso di una nuova squadra nella lega con sede ad Indianapolis a partire dalla stagione successiva. Il nome, lo stemma ed i colori ufficiali del club furono rivelati al pubblico il 25 aprile dello stesso anno. A novembre 2013 la società annunciò di aver venduto tutti gli oltre 7.000 abbonamenti messi in vendita, diventando così la prima squadra della storia della NASL ad avere una lista d'attesa per gli abbonamenti.
Il club debuttò ufficialmente l'11 aprile 2014 in un pareggio per 1-1 contro i Carolina Railhawks davanti ad un pubblico di casa di 11.048 spettatori.
La squadra vinse il suo primo trofeo ufficiale conquistando, da imbattuta, la Spring Season della NASL nel 2016. Nei playoff di fine stagione, l'Indy Eleven, dopo aver superato 1-0 l'Edmonton in semifinale, dovette però arrendersi ai calci di rigore ai New York Cosmos.

### USL
Il 10 gennaio 2018, la società annunciò di aver lasciato la NASL e di essersi invece iscritta alla United Soccer League, nel frattempo diventata l'unica lega di seconda divisione statunitense, per la stagione 2018. Il club debuttò ufficialmente nella nuova lega il 24 marzo 2018 sconfiggendo in trasferta i Richmond Kickers con il risultato di 1-0. Al termine della prima stagione in USL la squadrà riuscì a qualificarsi per i playoff, ma uscì sconfitta al primo turno dai rivali del Louisville City con un netto 4-1.
Nella stagione successiva, il club, dopo aver eliminato sia il N.Y. Red Bulls II che il Nashville con il risultato di 1-0, riuscì a raggiungere la finale di Eastern Conference, dove però fu nuovamente sconfitto dal Louisville City, stavolta per 3-1 dopo i tempi supplementari.

### Ambizioni MLS
Il 31 gennaio 2017, il club annunciò i suoi tentativi di ottenere una franchigia di Major League Soccer entro il 2020. Gli sforzi si rivelarono tuttavia vani. Nonostante ciò, il club, nella persona di Greg Stremlaw, a seguito dell'ingresso del Charlotte nel dicembre 2019 nella massima serie calcistica nordamericana, rese noto che avrebbe continuato a lavorare per portare l'Indy Eleven nella MLS.

## Rivalità
La principale rivalità dell'Indy Eleven è quella con il Louisville City, squadra militante anch'essa in USL Championship. Durante la stagione USL del 2018, la prima dell'Indy Eleven nella lega, entrambe le società sui rispettivi social media ribattezzarono la rivalità Louisville-Indianapolis Proximity Association Football Contest, spesso abbreviato in LIPAFC. Le due squadre si affrontarono per la prima volta nel terzo turno della U.S. Open Cup del 2015, in una gara vinta dal Louisville City per 2-0.
Le due rivali si sono affrontate per due volte anche nei playoff di USL Championship, nel 2018 al primo turno (vittoria interna per 4-1 per il Louisville City) e nel 2019 nella finale della Eastern Conference. Nonostante la franchigia dell'Indiana disputasse il match in casa, a prevalere dopo i tempi supplementari fu nuovamente il Louisville City, con il risultato di 3-1.

## Stadio
Dal 2018 l'Indy Eleven disputa le proprie partite casalinghe presso il Lucas Oil Stadium, stadio di casa della squadra di football americano degli Indianapolis Colts. Dal 2014 al 2017, invece, l'Indy Eleven giocava in casa presso il Michael A. Carroll Track & Soccer Stadium, un impianto dotato di una capienza di 12 000 spettatori e di proprietà della IUPUI, un'università locale. Quest'ultimo viene ancora utilizzato di tanto in tanto dalla squadra in caso di concomitanza con altri eventi al Lucas Oil Stadium, soprattutto partite di NFL.
Nel 2014, la società tentò di costruire il proprio stadio, dalla capienza di 18 500 spettatori, per un costo totale vicino agli 85 milioni di dollari, ma non riuscì ad ottenere il supporto politico e finanziario necessario per l'investimento.
Nel 2019 il club annunciò di avere piani per la costruzione di un nuovo complesso residenziale e commerciale dal costo complessivo di 550 milioni di dollari, denominato Eleven Park, con al centro del progetto il nuovo stadio del club, un impianto da 20 000 posti. Il progetto includeva la costruzione di circa 600 nuove unità abitative, circa 9000 metri quadrati di spazi commerciali, 14000 m² di uffici, oltre ad un albergo di 200 stanze. Secondo la visione della società, il club avrebbe contribuito all'investimento con 400 milioni di dollari, mentre i restanti 150 milioni sarebbero stati finanziati attraverso una partnership con il settore pubblico. Nel febbraio 2019, il club chiese ufficialmente alle autorità pubbliche di contribuire al progetto con i già citati 150 milioni di dollari.
L'8 aprile dello stesso anno, una commissione cittadina diede unanimemente il consenso al club di procedere con i suoi piani per la costruzione dello stadio anche in caso la squadra non venisse ammessa in Major League Soccer. In seguito a ciò, anche il senato dello stato ed il governatore dell'Indiana Eric Holcomb approvarono i piani per costruire lo stadio.
Il 3 febbraio 2021 il club annunciò di tornare a giocare in casa presso il Michael A. Carroll Track & Soccer Stadium fino al completamente dei lavori del nuovo stadio.

## Palmarès

### Competizioni nazionali
- Campionato NASL II: 1

Spring Season: 2016

### Altri piazzamenti
- Campionato NASL II:

Secondo posto: 2016
- Lamar Hunt U.S. Open Cup:

Semifinalista: 2024

## Organico

### Rosa 2022
| N. |                              | Ruolo | Calciatore      |
| -- | ---------------------------- | ----- | --------------- |
|    | Stati Uniti (bandiera)       | P     | Bobby Edwards   |
|    | Canada (bandiera)            | D     | Karl Ouimette   |
|    | Trinidad e Tobago (bandiera) | D     | Neveal Hackshaw |
|    | Stati Uniti (bandiera)       | D     | A.J. Cochran    |
|    | Haiti (bandiera)             | D     | Mechack Jérôme  |
|    | Spagna (bandiera)            | D     | Ayoze           |

| N. |                        | Ruolo | Calciatore     |
| -- | ---------------------- | ----- | -------------- |
|    | Colombia (bandiera)    | D     | Bryam Rebellón |
|    | Stati Uniti (bandiera) | C     | Jared Timmer   |
|    | Stati Uniti (bandiera) | C     | Sam Brown      |
|    | Inghilterra (bandiera) | C     | Nicky Law      |
|    | Venezuela (bandiera)   | A     | Manuel Arteaga |
|    | Stati Uniti (bandiera) | A     | Aris Briggs    |

### Rosa 2019
| N. |                              | Ruolo | Calciatore      |
| -- | ---------------------------- | ----- | --------------- |
| 1  | Stati Uniti (bandiera)       | P     | Evan Newton     |
| 2  | Brasile (bandiera)           | D     | Lucas Farias    |
| 3  | Inghilterra (bandiera)       | D     | Macauley King   |
| 4  | Stati Uniti (bandiera)       | C     | Tyler Gibson    |
| 5  | Australia (bandiera)         | D     | Mitchell Osmond |
| 6  | Stati Uniti (bandiera)       | C     | Drew Conner     |
| 7  | Spagna (bandiera)            | C     | Ayoze           |
| 8  | Inghilterra (bandiera)       | C     | Matt Watson     |
| 9  | Stati Uniti (bandiera)       | A     | Eugene Starikov |
| 12 | Stati Uniti (bandiera)       | A     | Emerson Nieto   |
| 14 | Serbia (bandiera)            | A     | Ilija Ilic      |
| 15 | Trinidad e Tobago (bandiera) | D     | Neveal Hackshaw |
| 17 | Giamaica (bandiera)          | A     | Dane Kelly      |

| N. |                        | Ruolo | Calciatore        |
| -- | ---------------------- | ----- | ----------------- |
| 18 | Senegal (bandiera)     | A     | Alioune Diakhate  |
| 19 | Stati Uniti (bandiera) | C     | Kenney Walker     |
| 20 | Canada (bandiera)      | D     | Karl Ouimette     |
| 21 | Stati Uniti (bandiera) | D     | Alex Crognale     |
| 22 | Brasile (bandiera)     | A     | Gabriel Rodrigues |
| 23 | Canada (bandiera)      | D     | Tyler Pasher      |
| 24 | Venezuela (bandiera)   | A     | Cristian Novoa    |
| 26 | Colombia (bandiera)    | C     | Nicolás Perea     |
| 28 | Stati Uniti (bandiera) | P     | Holden Brown      |
| 29 | Irlanda (bandiera)     | D     | Paddy Barrett     |
| 99 | Stati Uniti (bandiera) | P     | Jordan Farr       |
|    | Stati Uniti (bandiera) | D     | Conner Antley     |